# Зикеево (село, Калужская область)
Зикеево — село в Жиздринском районе Калужской области России. Входит в состав сельского поселения «Село Студенец».

## География
Зикеево находится в южной части региона, в зоне хвойно-широколиственных лесов, в пределах юго-западных склонов Среднерусской возвышенности. Сливается со населённым пунктом Зикеево, посёлком при станции Зикеево на железнодорожной линии Сухиничи — Брянск.

### Уличная сеть
- Дачная улица
- Дорожная улица
- Животноводческая улица
- Пионерская улица
- Центральная улица
- Школьная улица
- Школьный переулок

### Климат
Климат характеризуется как умеренно континентальный, с тёплым летом и умеренно морозной снежной зимой. Среднегодовая многолетняя температура воздуха составляет 4 — 4,6 °С. Средняя температура воздуха самого тёплого месяца (июля) — 18,3 °C (абсолютный максимум — 37 °C); самого холодного (января) — −9 — −8 °C (абсолютный минимум — −45 °C). Безморозный период длится в среднем 149 дней. Среднегодовое количество атмосферных осадков составляет 654 мм, из которых 441 мм выпадает в период с апреля по октябрь. Снежный покров держится в течение 130—145 дней.

## История
В 1638 году в дозорной книге Козельского уезда с польской стороны Кцынской засеки в числе прочих населенных мест упомянута и деревня Зикеева. Близость деревни к засечной черте дает право утверждать, что население предоставляло ополчение для защиты Козельской засечной черты.

## Население
| 2002 | 2010 |
| ---- | ---- |
| 286  | ↘271 |

## Инфраструктура
Зикеевский сельский дом культуры. Церковь Флора и Лавра. Историко-краеведческий музей. Средняя общеобразовательная школа.

## Транспорт
Зикеево доступна автомобильным и железнодорожным транспортом. В соседнем Зикеево находится станция Зикеево. Остановки общественного транспорта и автобусное сообщение.